# Coublevie
Coublevie est une commune française située dans le département de l'Isère, en région Auvergne-Rhône-Alpes.
Autrefois située dans la province royale du Dauphiné, Coublevie est une commune du parc naturel régional de la Chartreuse en limite sud de celui-ci. Située dans le canton de Voiron, cette petite cité à l'aspect encore essentiellement rural, malgré une certaine urbanisation récente, est également adhérente à la communauté d'agglomération du Pays voironnais.
Ses habitants sont dénommés les Coublevitains.

## Géographie

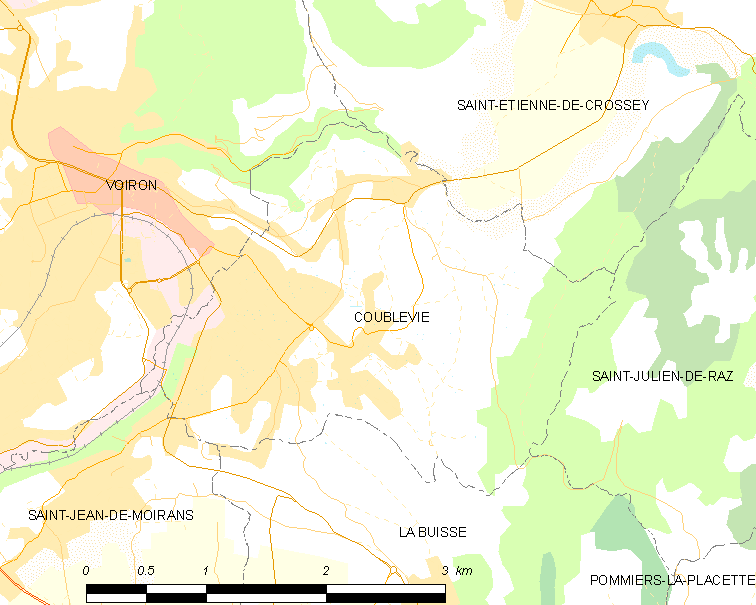
Plan de Coublevie et de ses communes limitrophes

### Situation et description
Situé à 2 km au sud-est de Voiron, la plus grande ville à sa proximité, le territoire coublevitain se localise entièrement à l'est de cette ville, siège de la communauté d'agglomération du Pays voironnais. Coublevie est également positionnée à 25 km de Grenoble, 80 km de Lyon et de Valence ainsi qu'à 130 km de Genève. La commune se situe à 320 m d’altitude à son point le plus bas et à 651 m à son point le plus haut.
La commune s'étend sur 7,1 km2 et compte 4 680 habitants au recensement de la population de 2015. Avec une densité de 597 habitants par km2, Coublevie a connu une nette hausse de 12,5 % de sa population par rapport à 1999.

### Géologie et Relief
Le territoire est positionné dans une dépression située au pied des pentes du versant occidental du chaînon calcaire de la Montagne de Ratz, sur le bord sud-oriental de la cuvette de Voiron qui est elle-même en légère élévation de la plaine de l'Isère.
Selon le site geol-alp, les pentes qui occupent une grande partie du territoire comme la cuvette, elle-même, sont entièrement composées de dépôt alluviaux abandonnés, lors du retrait würmien, par le glacier de l'Isère et par les écoulements des alluvions fluvio-glaciaires qui ont formé ces terrasses en pente. La partie nord-est de la dépression de Coublevie correspond à un vallum morainique assez mal conservée et elle est séparée de la dépression de Saint-Étienne-de-Crossey par une « ligne de crête arquée », à concavité ouverte vers le sud, que la route de Saint-Laurent-du-Pont (RD520) franchit par la brèche naturelle de Croix-Bayard.

### Communes limitrophes
La commune est limitrophe de cinq autres communes du département de l'Isère

### Climat
Pour des articles plus généraux, voir Climat d'Auvergne-Rhône-Alpes et Climat de l'Isère.
En 2010, le climat de la commune est de type climat des marges montargnardes, selon une étude du Centre national de la recherche scientifique s'appuyant sur une série de données couvrant la période 1971-2000. En 2020, Météo-France publie une typologie des climats de la France métropolitaine dans laquelle la commune est exposée à un climat de montagne ou de marges de montagne et est dans la région climatique Alpes du nord, caractérisée par une pluviométrie annuelle de 1 200 à 1 500 mm, irrégulièrement répartie en été.
Pour la période 1971-2000, la température annuelle moyenne est de 10,9 °C, avec une amplitude thermique annuelle de 18,2 °C. Le cumul annuel moyen de précipitations est de 1 343 mm, avec 9,8 jours de précipitations en janvier et 7,5 jours en juillet. Pour la période 1991-2020, la température moyenne annuelle observée sur la station météorologique installée sur la commune est de 13,0 °C et le cumul annuel moyen de précipitations est de 1 121,0 mm,. Pour l'avenir, les paramètres climatiques de la commune estimés pour 2050 selon différents scénarios d'émission de gaz à effet de serre sont consultables sur un site dédié publié par Météo-France en novembre 2022.
| Mois                                  | jan.          | fév.           | mars          | avril         | mai           | juin          | jui.          | août          | sep.          | oct.          | nov.          | déc.           | année      |
| ------------------------------------- | ------------- | -------------- | ------------- | ------------- | ------------- | ------------- | ------------- | ------------- | ------------- | ------------- | ------------- | -------------- | ---------- |
| Température minimale moyenne (°C)     | 0,8           | 1              | 3,9           | 7,4           | 10,6          | 14,4          | 16,4          | 15,6          | 12,6          | 9,2           | 4,6           | 1,2            | 8,1        |
| Température moyenne (°C)              | 3,9           | 4,9            | 8,9           | 13,3          | 16,1          | 20,4          | 22,8          | 21,7          | 18            | 13,6          | 8,1           | 4,4            | 13         |
| Température maximale moyenne (°C)     | 7             | 8,8            | 13,9          | 19,1          | 21,7          | 26,3          | 29,3          | 27,8          | 23,3          | 18            | 11,7          | 7,5            | 17,9       |
| Record de froid (°C) date du record   | −9,8 11.01.10 | −12,7 05.02.12 | −9 01.03.05   | −1,2 04.04.22 | 1,6 06.05.19  | 3,8 01.06.06  | 8,9 15.07.16  | 8,9 15.08.06  | 3,9 27.09.10  | −1 16.10.09   | −7 27.11.05   | −12,2 20.12.09 | −12,7 2012 |
| Record de chaleur (°C) date du record | 16,8 10.01.15 | 21,4 24.02.20  | 25,6 31.03.21 | 30,3 28.04.12 | 33,6 24.05.09 | 38,2 27.06.19 | 40,1 24.07.19 | 39,7 24.08.23 | 32,4 11.09.18 | 28,8 04.10.10 | 23,9 12.11.18 | 19,3 17.12.19  | 40,1 2019  |
| Précipitations (mm)                   | 85,7          | 74             | 91,8          | 85,4          | 122,4         | 99,1          | 89,1          | 86            | 89,6          | 97,9          | 103,9         | 96,1           | 1 121      |

### Hydrographie
Le territoire de Coublevie présente la particularité d'être bordé dans sa partie septentrionale et méridionale par la même rivière, la Morge qui, entre ses deux passages, traverse le territoire de la commune voisine de Voiron.
Cette rivière, d'une longueur de 27,2 km, est un affluent de l'Isère et donc un sous-affluent du Rhône. Elle a un caractère torrentiel et prend sa source dans le canton de Voiron. Cette rivière s'écoule selon un axe qu'on peut qualifier de nord-est - sud-ouest.

### Voies de communication
Le territoire communal de Coublevie est traversé par la RD 520. Cette route pénètre dans le territoire de la commune par l'est, à la limite de la commune de Saint-Étienne-de-Crossey et sort de ce même territoire vers l'ouest afin de rejoindre la commune de Voiron.
L'ancienne route nationale 75 reliant Tournus et Bourg-en-Bresse à Sisteron, par Grenoble, route déclassée en RD 1075 longe la partie occidentale du territoire coublevitain entre les communes de Voiron (au nord) et La Buisse (au sud). Cette route permet de relier Grenoble à Bourg-en-Bresse.
La route départementale RD 528 (RD528) relie les deux routes précédentes en passant par le centre du bourg.
Il existe enfin la D 128 qui part de la Croix-Bayard et mène à La Sure en Chartreuse (anciennement Saint-Julien-de-Raz) par les Gorges du Bret.

### Transports
Le territoire coublevien est desservie par la ligne 2 du réseau urbain des Transports du Pays voironnais. Une ligne TAD (Transport à la demande) au parcours légèrement différent de la ligne 2 a été aussi mis en place par le pays Voironnais.
La commune est également desservie par la ligne D du réseau interurbain des Transports du Pays voironnais.
Du côté scolaire, la ligne PR03 permet aux enfants qui habite la Tivolière du Bourg de se rendre à l'école en bus. Il est à noter qu'un Pedibus est aussi en place, organisant les déplacements à pied des élèves.
La gare ferroviaire la plus proche est la gare de Voiron, desservie par les navettes TER Auvergne-Rhône-Alpes.

## Urbanisme

### Typologie
Au 1er janvier 2024, Coublevie est catégorisée centre urbain intermédiaire, selon la nouvelle grille communale de densité à sept niveaux définie par l'Insee en 2022.
Elle appartient à l'unité urbaine de Voiron, une agglomération intra-départementale regroupant 15  communes, dont elle est une commune de la banlieue,,. Par ailleurs la commune fait partie de l'aire d'attraction de Grenoble, dont elle est une commune de la couronne,. Cette aire, qui regroupe 204 communes, est catégorisée dans les aires de 700 000 habitants ou plus (hors Paris),.

### Occupation des sols
L'occupation des sols de la commune, telle qu'elle ressort de la base de données européenne d’occupation biophysique des sols Corine Land Cover (CLC), est marquée par l'importance des territoires artificialisés (47,4 % en 2018), en augmentation par rapport à 1990 (29,3 %). La répartition détaillée en 2018 est la suivante : 
zones urbanisées (45,5 %), zones agricoles hétérogènes (35 %), forêts (17,6 %), zones industrielles ou commerciales et réseaux de communication (1,9 %). L'évolution de l’occupation des sols de la commune et de ses infrastructures peut être observée sur les différentes représentations cartographiques du territoire : la carte de Cassini (XVIIIe siècle), la carte d'état-major (1820-1866) et les cartes ou photos aériennes de l'IGN pour la période actuelle (1950 à aujourd'hui).

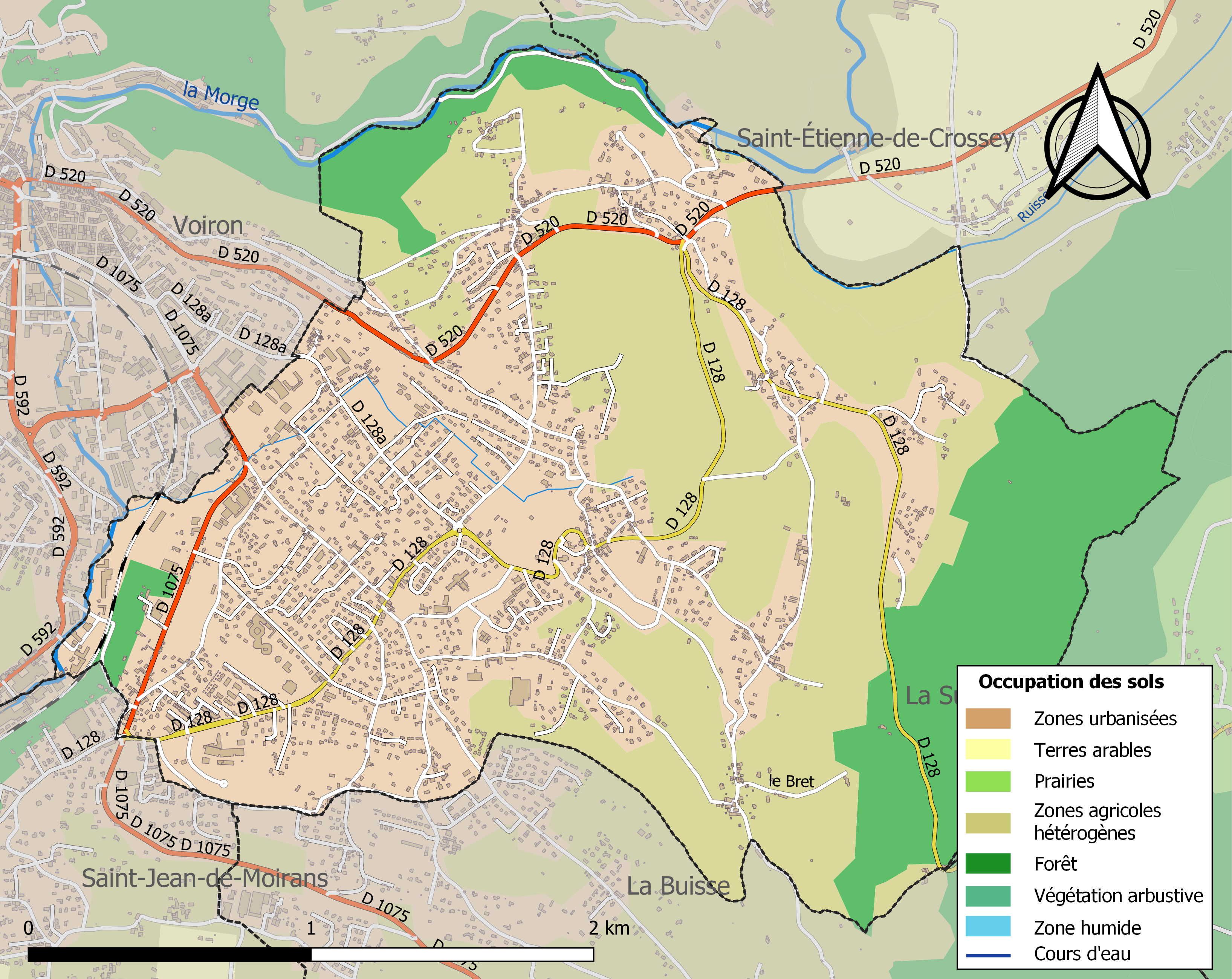
Carte des infrastructures et de l'occupation des sols de la commune en 2018 (CLC).
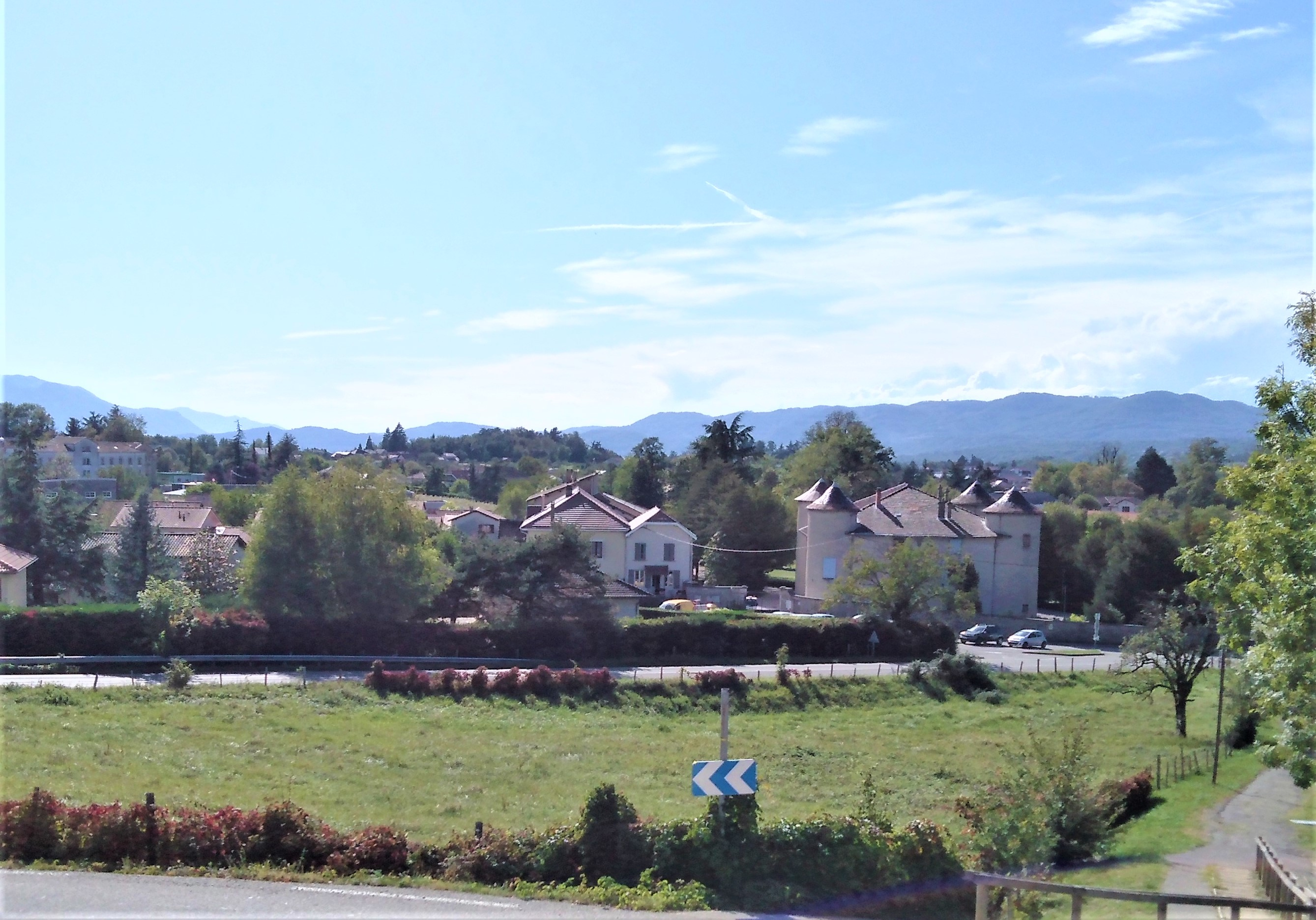
Hotel de ville de Coublevie dans son environnement

### Risques naturels et technologiques

#### Risques sismiques
L'ensemble du territoire de la commune de Coublevie est située en zone de sismicité n°4, non loin de la zone n°3 qui se situe vers l'ouest et le nord-ouest du département de l'Isère.
| Type de zone | Niveau            | Définitions (bâtiment à risque normal) |
| ------------ | ----------------- | -------------------------------------- |
| Zone 4       | Sismicité moyenne | accélération = 1,6 m/s2                |

## Toponymie
Le nom signifierait « couple de voies », c'est-à-dire deux routes ; c'est nettement compréhensible lorsqu'on arrive à la Croix-Bayard depuis Saint-Étienne-de-Crossey, avec une possibilité à gauche vers le bourg et une possibilité à droite vers Voiron. À l'origine la ville se nommait "Scoblaviu", qui a donné par la suite le nom Coublevie.
Selon André Planck, auteur du livre L'origine du nom des communes du département de l'Isère, le nom de Coublevie correspondrait bien à la présence d'une voie mais en raison d'une origine gauloise et dont le sens signifierait la « vallée sèche qui sert de voie ». Par ailleurs, 289 noms de lieux différents ont été recensés sur cette commune

## Histoire

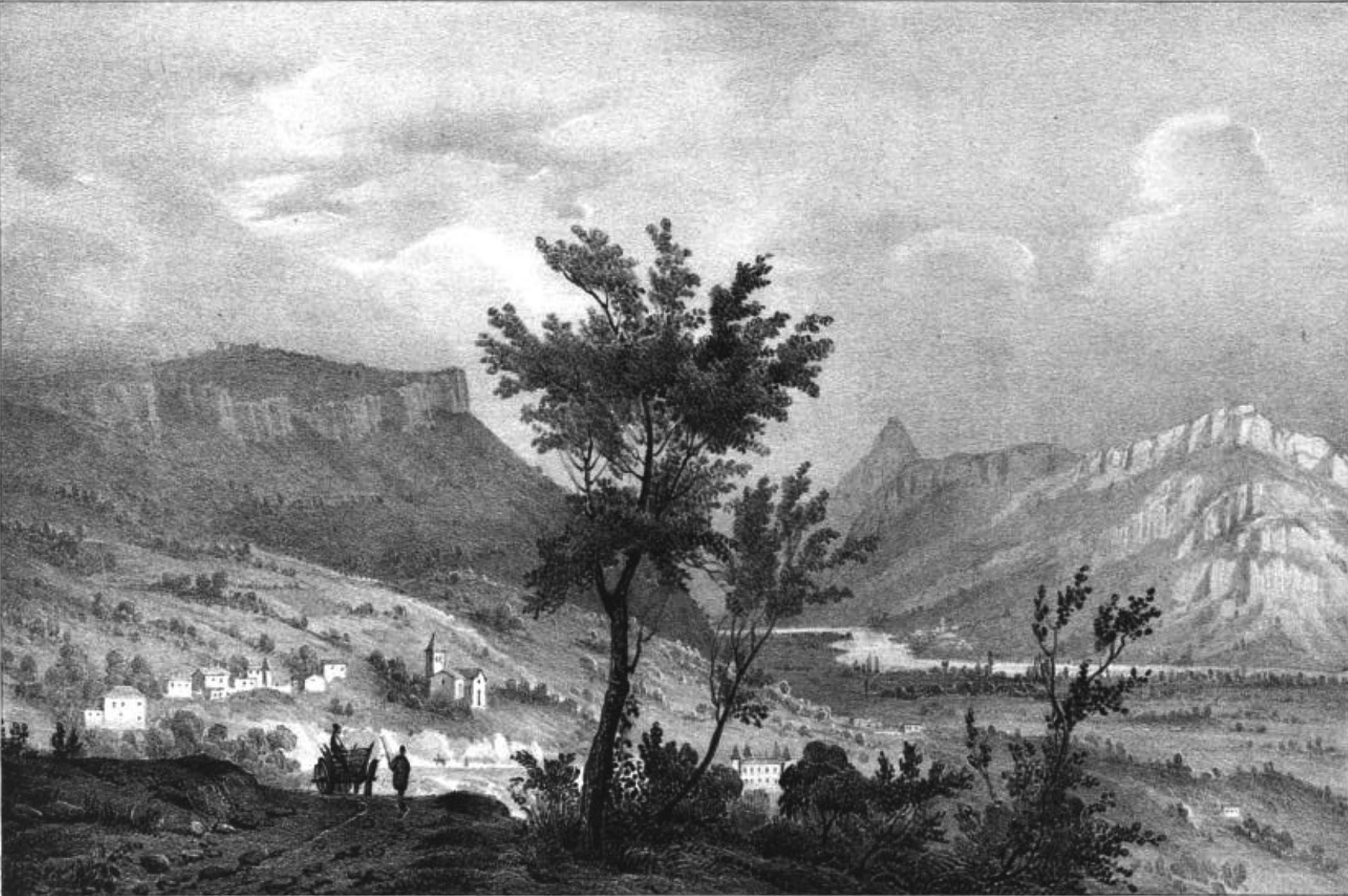
Coublevie au XIXe siècle illustrée par Victor Cassien (1808 - 1893).

Pour un article plus général, voir Histoire de l'Isère.

### Préhistoire et Antiquité
Au début de l'Antiquité, le territoire des Allobroges s'étendait sur la plus grande partie des pays qui seront nommés plus tard la Sapaudia (ce « pays des sapins » deviendra la Savoie) et au nord de l'Isère (et donc le Voironnais).
Les Allobroges, comme bien d'autres peuples gaulois, sont une « confédération ». En fait, les Romains donnèrent, par commodité le nom d'Allobroges à l'ensemble des peuples gaulois vivant dans la civitate (cité) de Vienne, à l'ouest et au sud de la Sapaudia.

## Politique et administration

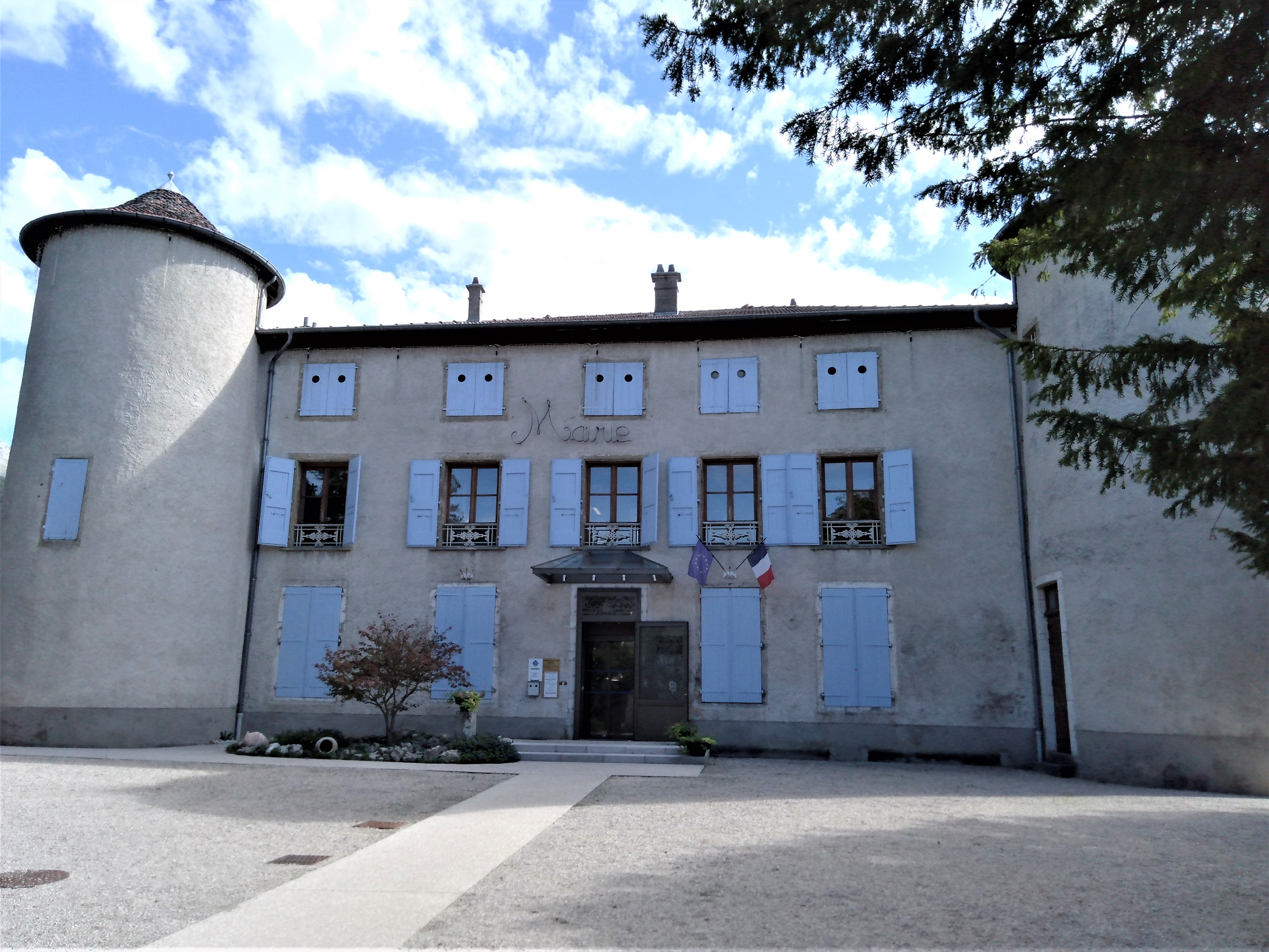
Mairie de Coublevie

### Liste des maires
| Période                                  | Période  | Identité                    | Étiquette   | Qualité |
| ---------------------------------------- | -------- | --------------------------- | ----------- | ------- |
| 1790                                     |          | Pierre Farconnet Dumas      |             |         |
|                                          |          | J. H. Montgolfier           |             |         |
| 1807                                     |          | Gaspard Lambert d'Hautefare |             |         |
| 1820                                     |          | Hector Blanchet             |             |         |
| 1830                                     |          | Gustave Blanchet            |             |         |
|                                          |          | Romain Bernard              |             |         |
|                                          |          | CHALARON                    |             |         |
|                                          |          | Hugues Durand d'Auxy        |             |         |
|                                          |          | Canada Louvat               |             |         |
| 1824                                     |          | Jean-Marie Brun             |             |         |
| 1824                                     |          | Florentain Bayer            |             |         |
| 1826                                     |          | Gaspard Auguste Blanchet    |             |         |
| 1881                                     |          | Jules Blanchet              |             |         |
| 1883                                     |          | Jean-Marie Brun             |             |         |
| 1890                                     |          | Louis Betholet              |             |         |
| 1892                                     |          | Jean-Marie Brun             |             |         |
| 1900                                     |          | Philippe Tirard             |             |         |
| 1901                                     |          | Germain Gaillard            |             |         |
| 1919                                     |          | André Brun                  |             |         |
| 1935                                     |          | Berton Noël Perrot          |             |         |
| 1942                                     |          | Ernest Brochier             |             |         |
| 1945                                     |          | Joseph Breiller             |             |         |
| 1953                                     |          | Jean Buissière Paccard      |             |         |
| 1977                                     |          | Léon Cochet                 |             |         |
| 1983                                     |          | Gilbert Tivollier           |             |         |
| 2001                                     |          | Dominique Parrel            | SE puis DVG |         |
| Juillet 2020                             | En cours | Adrienne Pervès             | SE          |         |
| Les données manquantes sont à compléter. |          |                             |             |         |

## Population et société

### Démographie
L'évolution du nombre d'habitants est connue à travers les recensements de la population effectués dans la commune depuis 1793. Pour les communes de moins de 10 000 habitants, une enquête de recensement portant sur toute la population est réalisée tous les cinq ans, les populations de référence des années intermédiaires étant quant à elles estimées par interpolation ou extrapolation. Pour la commune, le premier recensement exhaustif entrant dans le cadre du nouveau dispositif a été réalisé en 2004.

En 2022, la commune comptait 5 409 habitants, en évolution de +15,87 % par rapport à 2016 (Isère : +3,07 %, France hors Mayotte : +2,11 %).
| 1793  | 1800  | 1806  | 1821  | 1831  | 1836  | 1841  | 1846  | 1851  |
| ----- | ----- | ----- | ----- | ----- | ----- | ----- | ----- | ----- |
| 1 429 | 1 650 | 1 776 | 2 013 | 1 517 | 1 537 | 1 454 | 1 429 | 1 370 |

| 1856  | 1861  | 1866  | 1872  | 1876  | 1881  | 1886  | 1891  | 1896  |
| ----- | ----- | ----- | ----- | ----- | ----- | ----- | ----- | ----- |
| 1 346 | 1 335 | 1 319 | 1 390 | 1 454 | 1 593 | 1 612 | 1 558 | 1 552 |

| 1901  | 1906  | 1911  | 1921  | 1926  | 1931  | 1936  | 1946  | 1954  |
| ----- | ----- | ----- | ----- | ----- | ----- | ----- | ----- | ----- |
| 1 584 | 1 522 | 1 455 | 1 492 | 1 640 | 1 683 | 1 602 | 1 728 | 1 844 |

| 1962  | 1968  | 1975  | 1982  | 1990  | 1999  | 2004  | 2006  | 2009  |
| ----- | ----- | ----- | ----- | ----- | ----- | ----- | ----- | ----- |
| 2 080 | 2 461 | 2 835 | 3 100 | 3 335 | 3 743 | 3 945 | 4 116 | 4 210 |

| 2014  | 2019  | 2022  | - | - | - | - | - | - |
| ----- | ----- | ----- | - | - | - | - | - | - |
| 4 688 | 5 216 | 5 409 | - | - | - | - | - | - |

### Enseignement
La commune héberge trois établissements scolaires selon les informations ci-dessous, issues du site de l'académie de Grenoble dont dépendent les élèves coublevitains.
Pour les élèves de l'enseiganement secondaire, le Collège Plan Menu (qui contient également une SEGPA) et pour les élèves de primaire, les écoles élémentaires publique de l'Orgeoise (de la petite section jusqu'au CE1 et une classe de CE2) et du Berard (l'autre classe de CE2 et les classes de CM1 et CM2)
il n'y a pas de cantine dans l'école du Berard. Les élèves vont donc a l'école d'Orgeoise a pied le midi.

### Équipements médical et social
L'EHPAD Les jardins de Coublevie, rattachée au centre hospitalier de Voiron, est situé à proximité du centre de la commune. Cet établissement médico social d'une capacité de cent vingt lits, est organisé en trois unités de vie de quarante places chacune (dont une unité d’hospitalisation renforcée pour les personnes atteintes de la maladie d'Alzheimer et troubles apparentés.

### Équipements et clubs sportifs
- Trois gymnases : le gymnase municipal, chemin d'Orgeoise. Sports collectifs (handball, badminton, basket-ball, volley-ball…) et salle de judo; le gymnase la Palestre (salle de gymnastique) et le gymnase intercommunal Jean-Christophe-Lafaille ainsi que la salle multisport (futsal et escalade…)
- Quatre stades : le Stade de la Dalmassière, route du Guillon. Football (FC La Sure), le stade de Plan Menu Est. Football (Football Olympique Voironnais), le stade Géo-Martin. Rugby (Stade olympique voironnais) et les tade Paul-Martel. Ancien stade de football du FC la Sure. Réhabilité en skatepark et en parcours de mountain bike.

Les équipes sportives de Coublevie sont :
| Sport       | Club                        | Division                    |
| ----------- | --------------------------- | --------------------------- |
| Rugby       | SO Voiron                   | Fédérale 2                  |
| Football    | FC La Sure                  | 3e division de district     |
| Tennis      | TC Coublevie-Voiron         | 1re division départementale |
| Handball    | HBC Coublevie               | 1re division départementale |
| Basket-ball | La Dauphinoise de Coublevie | Loisir                      |

### Médias
Le quotidien à grand tirage Le Dauphiné libéré consacre chaque jour de la semaine et du week-end, dans son édition Chartreuse-Sud Grésivaudan, une page complète sur l'actualité du canton et de sa région et quelquefois de la commune en proposant des informations sur les événements locaux, des comptes-rendus, des annonces, des dossiers sur des thèmes variés.
La commune est située sur l'aire de diffusion de radio Ici Isère, une radio publique qui émet sur tout le territoire du département de l'Isère.

## Économie
La commune fait partie de l'aire géographique de production et transformation du « Bois de Chartreuse », la première AOC de la filière Bois en France,.
Coublevie est une des communes d'un secteur de vignobles pouvant revendiquer le label IGP « Coteaux-du-grésivaudan », comme la plupart des communes de la moyenne vallée de l'Isère (Grésivaudan et cluse de Voreppe).
Le site de l'entreprise Antésite et Noirot, mis au point par l'apothicaire Noël Perrot-Berton en 1898, est situé dans la commune.

## Culture locale et patrimoine

### Lieux et monuments

#### Patrimoine religieux
- La chapelle des Dominicains :

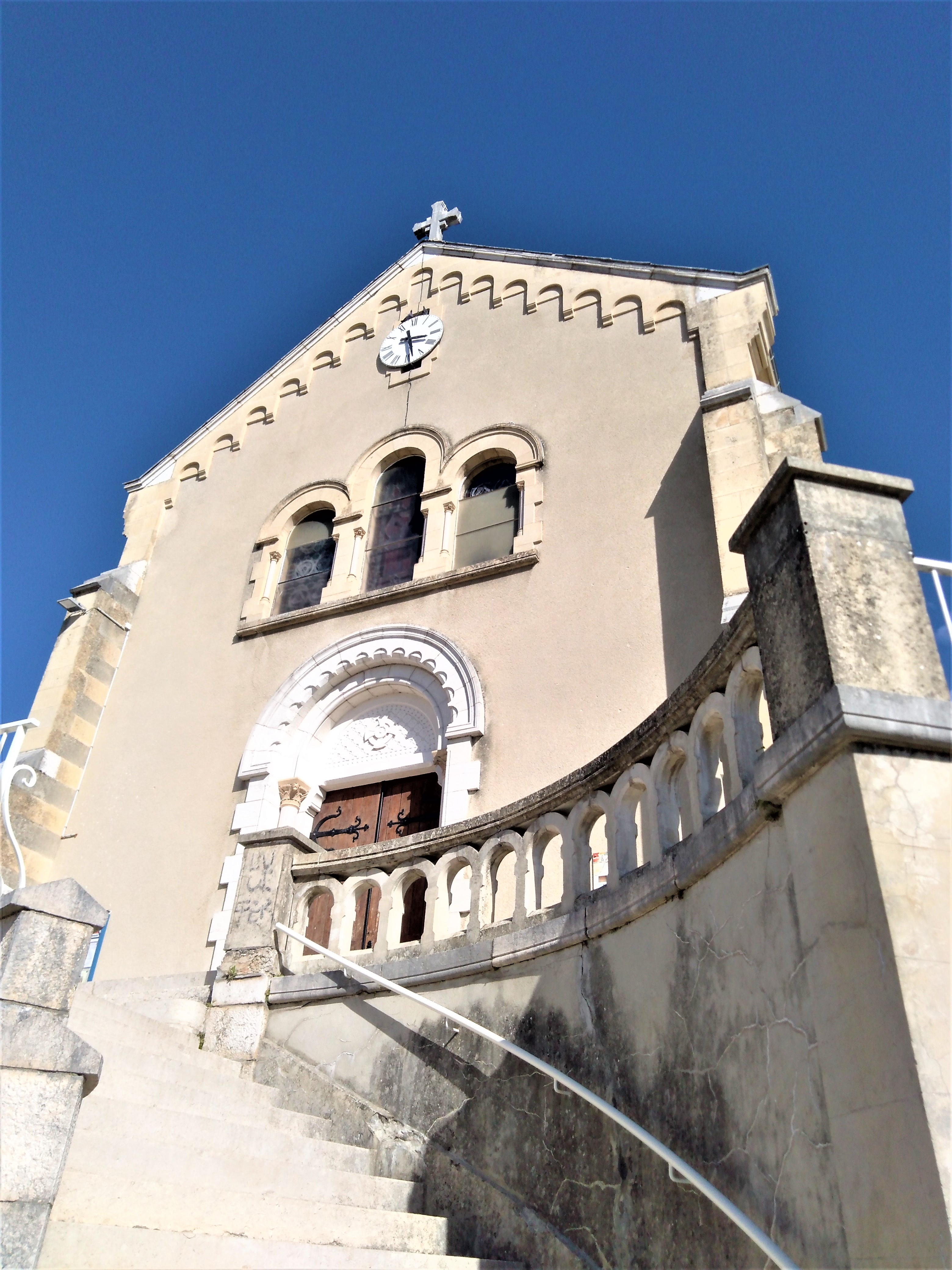
Porche de l'église de Coublevie

Les Dominicains de l'Ordre monastique de Chalais, au-dessus de Voreppe, sont venus s'installer à Coublevie en 1865 dans un manoir du XVIIIe siècle dans le hameau du Plan. En 1870, ils construisirent une chapelle sous la direction de l'architecte Bossan, celui-là même qui a érigé la basilique Notre-Dame de Fourvière à Lyon. La voûte, la coupole et les décors de cette chapelle évoquent le style roman byzantin. Au-dessus de la porte est sculpté l'écusson des Dominicains, avec l'étoile symbole du Dauphiné à la place de l'usuelle croix occitane et la couronne du dauphin à la place de celle des comtes de Toulouse. On remarquera, à l'intérieur, des vitraux représentant saint Dominique (Dominique de Guzmán).
- L'église Saint-Pierre :

L'édifice religieux catholique date de 1835, qui conserve un clocher du XIIe siècle
- La Chartreuse Sainte-Croix de Beauregard (1827-1978)

#### Patrimoine civil
- Château de la Tivollière, du XVIIe siècle[28]
- Château de Dorgeoise, qui abrite l'actuelle mairie, du XVIe siècle[28]
- maison forte de Beauregard et chartreuse, du XVe siècle[28]

Le château de Beauregard est inscrit partiellement au titre des monuments historiques par arrêté du 1er juillet 1986. Seuls les façades, les toitures et l'escalier à intérieur sont protégés.
- ruines de la maison forte de Trinconnière, du XIVe siècle[28]
- maison forte des de Galle, à la Tivollière, du XVe siècle[28]
- château de Voissant, à la place de la maison forte du XIVe siècle ou XVe siècle[28]
- au Berard, la crèche communale de l'Envol présente des fenêtres à meneau et croisillon des XVe et XVIe siècles[28]
- au Camet, des vieilles demeures du XVIe siècle[28]
- manoir néo-baroque dit Le Camet[28]
- Château d'Hautefare, bâti en 1709[28]
- Château de Gorgeat, du XIXe siècle[28]
- Château de l'Étang Dauphin, du XIXe siècle[28]

### Patrimoine naturel
La commune est adhérente au Parc naturel régional de Chartreuse.

### Personnalités liées à la commune
- Jérôme Cavalli (1905-1943), aviateur français, a vécu à Coublevie durant sa jeunesse.

### Héraldique
|  | Coublevie possède des armoiries dont l'origine et le blasonnement exact ne sont pas disponibles. |